# Atomkraft? Nein danke

Die „Lachende Sonne“ – Logo der Anti-Atomkraft-Bewegung

Das Logo Atomkraft? Nein danke, auch Anti-Atom(kraft)-Sonne, lachende bzw. rote Sonne genannt, ist das bekannteste Zeichen der Anti-Atomkraft-Bewegung.

## Entstehung
Die Idee hatte die damals 22-jährige Studentin der Wirtschaftswissenschaften Anne Lund aus Dänemark im März 1975. Nach Gesprächen mit Søren Lisberg, einem anderen Aktivisten, zeichnete sie im April 1975 mit einem orangefarbenen Wachsmalstift erstmals das Logo mit dem Originalspruch „Atomkraft? Nej tak“. Die ersten 500 Buttons mit dem Logo fanden während der Erster-Mai-Kundgebung 1975 in Aarhus begeisterte Abnehmer. Ziele waren seinerzeit,
- in der angespannten Auseinandersetzung zu Freundlichkeit aufzurufen. Der Schriftzug stellt keine Forderung, sondern eine Frage („Atomkraft?“), die er auch freundlich-höflich („Nein danke“) beantwortet,
- eine Alternative zur Atomkraft aufzuzeigen (die Sonnenenergie),
- ein einfaches, wiedererkennbares Bild oder Logo zu schaffen.

## Verbreitung

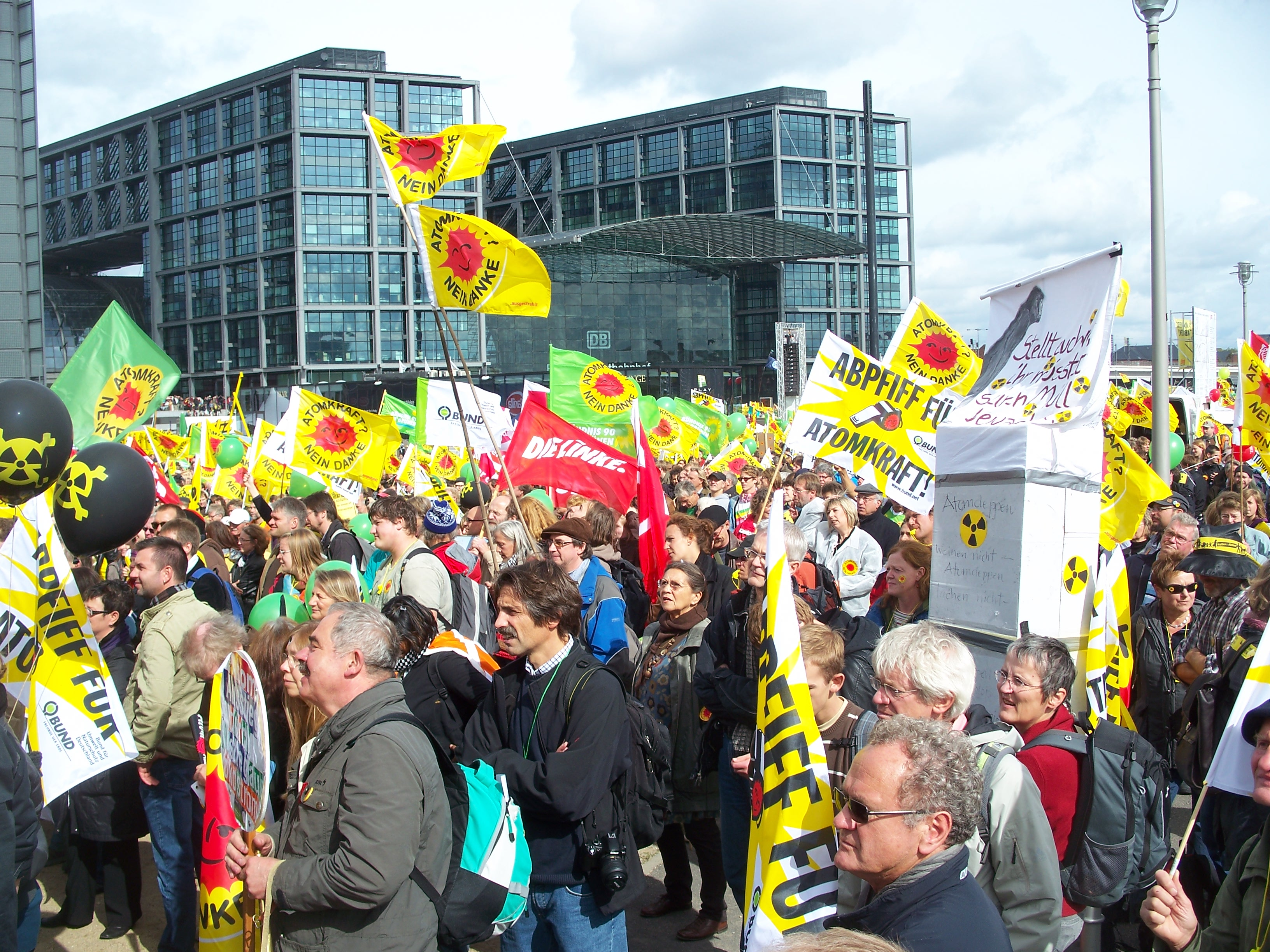
Fahnen bei der Demonstration gegen die Laufzeitverlängerung deutscher Kernkraftwerke im September 2010 in Berlin

Bis 1977 wurden allein von den Buttons rund eine Million Exemplare in 16 Ländern verkauft. Das Copyright lag zu diesem Zeitpunkt bei der dänischen Anti-Atomkraft-Organisation Organisationen til Oplysning om Atomkraft (OOA) in Kopenhagen.
Bei dem Logo handelt es sich um eines der wohl bekanntesten weltweit. Seit der ersten in Kleinstserie verbreiteten Auflagen wurde es in 45 Sprachen übersetzt und inzwischen millionenfach verbreitet. Laut OOA sind die Originalentwürfe seit dem Jahr 2000 im Dänischen Nationalmuseum zu sehen. Als Ausdruck der Zeitgeschichte sind Anstecker auch im Deutschen Historischen Museum zu sehen.

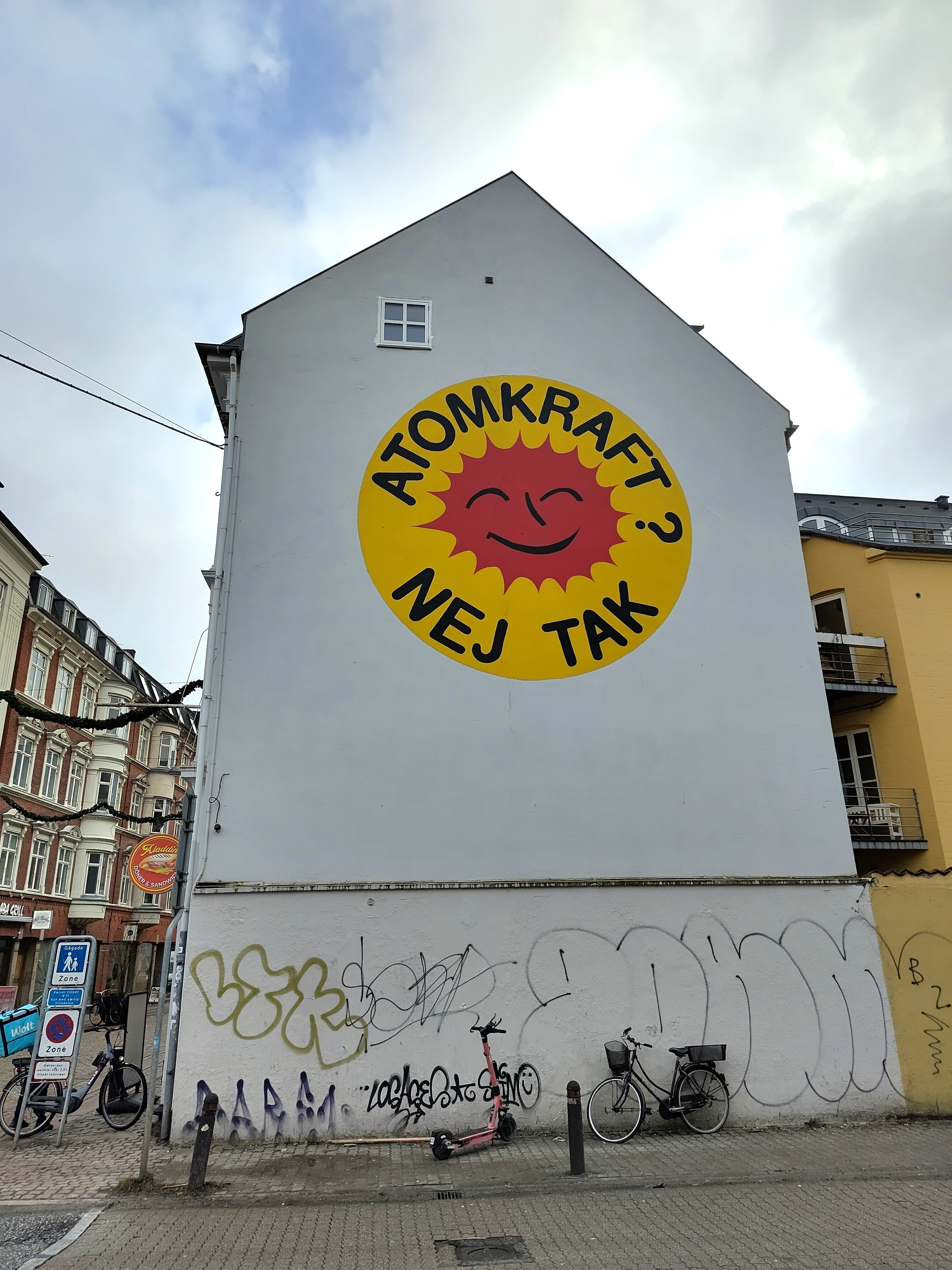
Lächelnde Sonne an einer Hauswand in der Vestergade in Aarhus

Ein bekanntes, mehrere Meter hohes Exemplar des Logos befindet sich seit 1983 am Gebäude Vestergade 7 in Aarhus, Dänemark (56° 9′ 27,2″ N, 10° 12′ 20,5″ O).
Das Motiv ist beim EU-Harmonisierungsamt als Gemeinschaftsbildmarke Nr. 004193091 „NUCLEAR POWER? NO THANKS“ als Marke eingetragen.
Umweltorganisationen, die das Logo verwenden wollen, müssen an die dänische Stiftung gegen Atomkraft symbolische Lizenzgebühren zahlen. Die Einnahmen daraus werden in Projekte der Anti-Atom-Kraft-Bewegung investiert.

## Variationen

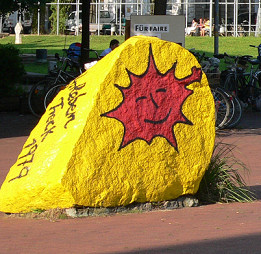
Der Gedenkstein in Hannover, aufgestellt beim Gorleben-Treck 1979, zeigt eine Variation der Sonne, bei der ein Strahl als Faust ausgebildet ist.

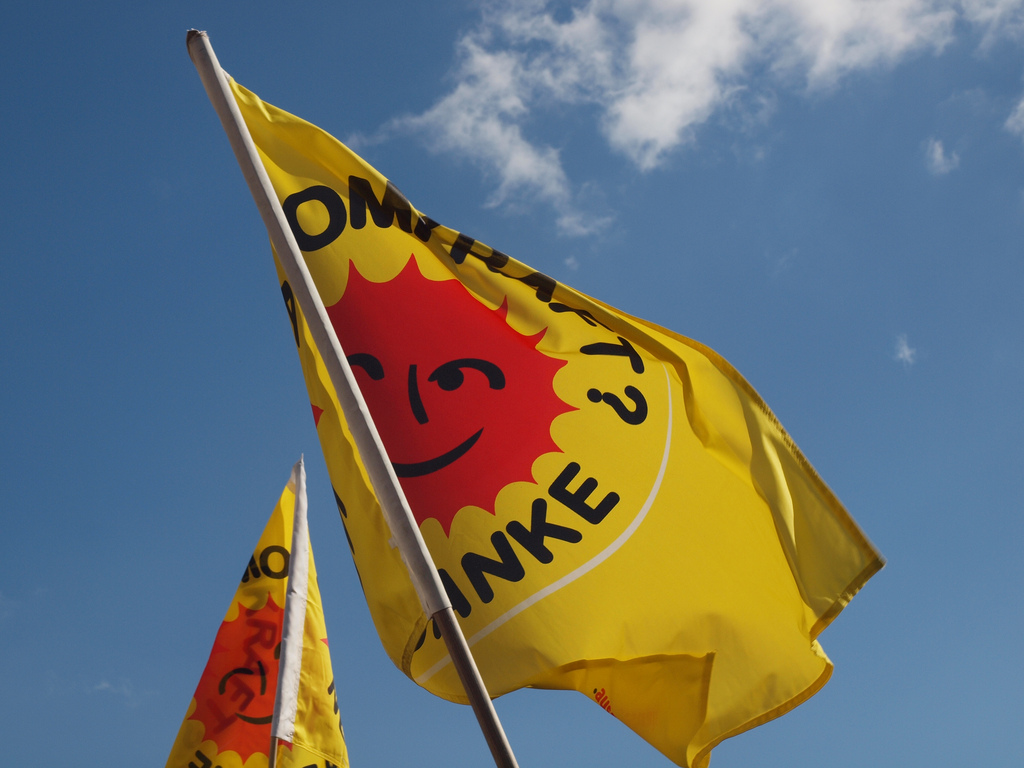
Diese Protestfahne bei einer Demonstration im März 2011 in Hamburg zeigt eine Sonne mit direkt blickenden Augen.

Bei Druckvorlagen für Aufkleber, Protest-Fahnen, oder Buttons wurde das Logo häufig im Kern übernommen, aber im Detail verändert. Das betraf, neben der Schriftart und der Sprache, auch einzelne Aspekte der Sonne. So wurde beispielsweise einer der Strahlen als gestreckter Arm mit geballter Faust, einem Symbol der Arbeiterbewegung, ausgebildet. Im Original sind die Augen der Sonne durch einfache geschwungene Bögen dargestellt. In einigen späteren Varianten wurden schwarze Kreise ergänzt, die dem Gesicht einen direkten Blick gaben. Beides gab der Sonne einen aktiveren Ausdruck. Konfrontative oder parteiliche Symbolik ging gegen die ursprüngliche Absicht der OOA.
Außerdem sind verschiedene inhaltliche Abwandlungen des Aufklebers zu meist politisch nahestehenden Themen im Umlauf, z. B. „Genfood? Nein Danke!“ mit lachender Tomate. Anne Lund lehnt Abwandlungen des Symbols zu anderen Themen ab, da sie die Integrität des Symbols untergraben und die ursprüngliche Aussage schwächen würden. Die lachende Sonne wurde auch von Befürwortern der Kernkraft mit Texten wie „Steinzeit? Nein danke“ oder „Kernkraft? Na klar“ verwendet, so wie beispielsweise im Buch Atomkraft? Ja bitte! (2022) von Anna Veronika Wendland.
Zu den Parteien, die die rote Sonne verwendeten, gehören die Federazione delle Liste Verdi, die Federazione dei Verdi, Europa Verde, die Ökologische Linke, die Izquierda Unida Los Verdes–Convocatoria por Andalucía, die Iniciativa per Catalunya Verds, die Grüne Partei Taiwans und die Alternattiva Demokratika.